# (27710) Henseling
(27710) Henseling ist ein Asteroid des Hauptgürtels, der am 7. September 1988 vom deutschen Astronomen Freimut Börngen an der Thüringer Landessternwarte Tautenburg (IAU-Code 033) in Thüringen entdeckt wurde. Er hat eine Umlaufzeit von 3,26 Jahren; seine etwas exzentrische Ellipsenbahn verläuft in der Innenregion des Asteroidengürtels.
Der Asteroid wurde 1989 nach dem deutschen Astronomen und Schriftsteller Robert Henseling (1883–1964) benannt, der ein engagierter Förderer der Amateurastronomie und Mitgründer zweier Volkssternwarten war.